# Повреде мошница и тестиса
Повреде мошница и тестиса су механичком силом изазвана оштећења ткива мошница и тестиса. Тупа траума мошница, у зависности од механизма повреде, обично има за последицу појаву хематома у подручју гениталне и перинеалне регије. Такође траума може узроковати и увртање (торзију) тестиса.

## Епидемиологија
Већина траума мошница тестиса повезана је са спортским повредама. Остали узроци укључују директну трауму, саобраћајне несреће моторним возилима и другим повредама на путу.
Најчешћи старосни распон повређених је од 10 до 30 година.

## Етиопатогенеза
Најчешће изоловане повреде мошница и тестиса су:
Лацерације
Лацерације мошница су мање повреде, површинске природе, са добром прогнозом, које може да буду саниране примарно, а ако су сасвим мале, могу да зарасту спонтано, без хируршког шава.
Авулзије.
Авулзије мошница су повреде озбиљније природе. Примарни циљ код збрињавања ових повреда је да тестиси буду покривени кожом. Дакле, уколико постоји дефект коже мошница, тестиси морају да се покрију режњевима коже из околине.
Руптуре
Руптуре спадају у најчешћа повреда тестиса. Могу  бити инкомплетне, односно, само руптура тунике албугинеје. Док се веома тешка (комплетне) руптура тестиса уз деструкцију органа зове конквасација. 
Руптура тестиса је уролошка хитна ситуација, и више од 80% руптурираних тестиса може се спасити ако се операција изведе у року од 72 часа.
Тупа траума мошница може довести до руптуре тунике албугинеје тестиса у 50% случајева.
Контузје
Контузије тестиса, које настају тупом механичком силом обично не захтевају оперативни третман изузев код „луксације тестиса“ - када се под дејством трауме тестис избацује из уобичајеног лежишта уз кидање туника тестиса.

## Клиничка слика
Клиничка слика трауме у подручју мошница може варирати од веома благе, у облику отока (едема) или мање екстравазације крви, до врло тешке у смислу повреда већих крвних судова, које доводе до инфаркта и атрофије тестиса.

## Дијагноза
Дијагноза се поставља на основу:
- Анаменезе (у којој болесник наводи повреду),
- Физичког прегледа,
- Ултрасонографије,[14]  Ултрасонографским прегледом важно је установити да ли постоје руптура тунике албугинеје тестиса и недостатак циркулације у тестису.[15][8]
- Магнетне резонантне томографије, која је након ултрасонографије идеалан дијагностички модалитет друге линије.[16]

## Терапија
Ако је туника албугинеја тестиса интактна, а циркулација тестиса уредна, лечење је конзервативно; укључује мировање и аналгезију, хладне облоге и локалну апликацију хепарин креме. Скротум се подупире завојем у облику „праћке“ чиме се успоставља адекватна дренажа.
Ултразвучним прегледом треба редовно пратити стање циркулаторног статуса и ресорпцију хематома. 
Антибиотска профилакса се препоручује у случају да постоји сумња на попратни епидидимитис или ризик за развој инфекције.
Хируршко лечење се може применити ако хематом мошница  (хематоцела) прелази величину од 5 см ради бржег опоравка и повратка свакодневним активностима. 
Пенетрантну трауму мошница  потребно је увек ухируршки сагледати.
Ако се констатује повреда тестиса она се збрињава конзервативним дебридманом тестикуларног ткива, а у тежим случајевима ампутацијом тестиса, док се кожа мошница реконструише, кожним шавом.
Због добре васкуларизације и еластичности, мошница  је захвална за хируршко збрињавање.

## Последице
Повреде мошница и тестиса праћене руптура или прелом тестиса могу довести до ослобађања сперматогених антигена, праћених производњом антитела против сперме, што може довести до неплодности.